# سرمد (اسم)
سرمد هو اسم علم مذكر من أصل عربي، ومعناه هو دوام الزمان من ليل أو نهار، والليل الطويل الدائم الذي لا ينقطع قال تعالى: ﴿قُلْ أَرَأَيْتُمْ إِنْ جَعَلَ اللَّهُ عَلَيْكُمُ اللَّيْلَ سَرْمَدًا إِلَى يَوْمِ الْقِيَامَةِ مَنْ إِلَهٌ غَيْرُ اللَّهِ يَأْتِيكُمْ بِضِيَاءٍ أَفَلَا تَسْمَعُونَ ۝٧١﴾ (سورة القصص، آية 71).

## الأصل اللغوي
السرمد: الدائم الذي لا ينقطع. يستخدم للذكور والإناث. جاء في حديث لقمان «جَوَّاب ليلٍ سَرْمَدٍ» السَّرْمَدُ: الدَّائِمُ الَّذِي لَا ينْقَطع، وليلٌ سَرْمَدٌ: طويلٌ. وجاء في كتب العين للفراهيدي أن سرمد: السّرمدُ: دوام الزَّمان من ليلٍ ونهار. والسَّرمدُ: دوام العيش.

## شخصيات تحمل الاسم
- سرمد السامرائي (1976 – )
- سرمد حميد (لاعب كركيت باكستاني، 28 مايو 1994 – )
- سرمد رشيد (لاعب كرة قدم عراقي، 1982 – )
- سرمد طارق (17 ديسمبر 1975 – 30 أبريل 2014)
- سرمد كاشاني (شاعر إيراني، 1590 – 1661)

## وصلات خارجية
- موسوعة السلطان قابوس لأسماء العرب نسخة محفوظة 5 أبريل 2019 على موقع واي باك مشين.